# Cisessualità
Il termine cisessuale (in inglese cisgender) indica la persona la cui identità di genere corrisponde al genere e al sesso biologico assegnato alla nascita.
Secondo l'attivista Calpernia Addams, il neologismo cisgender (dal latino cis, "al di qua", opposto a trans, "al di là") significa "qualcuno a proprio agio con il proprio genere biologico".
"Cisessuale" viene utilizzato in senso opposto a "transessuale" (in inglese transgender). La condizione di concordanza coinvolge il piano anatomico (i caratteri sessuali), l'identità personale (come la persona si identifica) e il ruolo sociale (come gli altri individui la percepiscono).

## Storia e utilizzo del termine

### Conio

#### Tedesco
Marquis Bey afferma che il "discorso proto-cisgender" è nato in Germania nel 1914, quando Ernst Burchard introdusse la distinzione cis/trans nella sessuologia contrapponendo " cisvestitismus, o un tipo di inclinazione a indossare abiti conformi al genere, [...] con transvestitismus, o travestitismo". Il sessuologo tedesco Volkmar Sigusch ha utilizzato il termine cissessuale (zissexuell in tedesco) nel suo articolo in due parti del 1991 "Die Transsexuellen und unser nosomorpher Blick" ("I transessuali e la nostra visione nosomorfica"); nel 1998, ha affermato di aver coniato il termine in quell'articolo.

#### Inglese
Il termine cisgender è stato coniato in inglese nel 1994 in un newsgroup Usenet su argomenti transgender quando Dana Defosse, allora studentessa laureata, cercò un modo per riferirsi alle persone non transgender che evitasse di emarginare le persone transgender o di implicare che le persone transgender fossero un altro. John Hollister lo usò quello stesso anno. Nel 1995, Carl Buijs lo usò, apparentemente coniandolo in modo indipendente.

### Uso accademico
Gli accademici medici usano il termine e ne hanno riconosciuto l'importanza negli studi transgender fin dagli anni '90. Dopo che i termini cisgender e cissessuale (cissexual) furono usati in un articolo del 2006 sul Journal of Lesbian Studies e nel libro di Serano del 2007 Whipping Girl, il primo ottenne ulteriore popolarità tra gli attivisti e gli studiosi di lingua inglese. Cisgender è stato aggiunto all'Oxford English Dictionary nel 2015, definito come "designazione di una persona il cui senso di identità personale corrisponde al sesso e al genere assegnati a lui o lei alla nascita (in contrasto con transgender)". Perspectives on History afferma che da questa inclusione, il termine è diventato sempre più di uso comune.

### Social media
Nel febbraio 2014, Facebook ha iniziato a offrire opzioni di genere "personalizzate", consentendo agli utenti di identificarsi con uno o più termini correlati al genere da un elenco selezionato, tra cui cis, cisgender e altri.

## Definizioni
Le sociologhe Kristen Schilt e Laurel Westbrook definiscono cisgender come un'etichetta per "individui che hanno una corrispondenza tra il genere assegnato loro alla nascita, i loro corpi e la loro identità personale". Numerosi derivati dei termini cisgender e cissessuale includono cis maschio per "maschio assegnato maschio alla nascita", cis femmina per "femmina assegnata femmina alla nascita", analogamente cis uomo e cis donna (cis man e cis woman), e cissessismo e assunzione cissessuale o cisnormatività (simile a eteronormatività). Eli R. Green ha scritto nel 2006, "cisgender è usato [invece del più popolare genere normativo] per riferirsi a persone che non si identificano con un'esperienza di genere diverso, senza imporre l'esistenza di un'espressione di genere normativa".
Julia Serano ha definito cissessuale come "persone che non sono transessuali e che hanno sperimentato solo l'allineamento dei loro sessi mentali e fisici", mentre cisgender è un termine leggermente più ristretto per coloro che non si identificano come transgender (una categoria culturale più ampia rispetto al più clinico transessuale). Per Jessica Cadwallader, cissessuale è "un modo per attirare l'attenzione sulla norma non marcata, rispetto alla quale si identifica il trans, in cui una persona sente che la propria identità di genere corrisponde al proprio corpo/sesso".
Serano usa anche il termine correlato cissexismo, "che è la convinzione che i generi identificati dai transessuali siano inferiori o meno autentici di quelli dei cissessuali". Nel 2010, il termine privilegio cisgender è apparso nella letteratura accademica, definito come "l'insieme di vantaggi non guadagnati che gli individui che si identificano con il genere che è stato loro assegnato alla nascita maturano esclusivamente a causa dell'avere un'identità cisgender".

## Critiche
Sebbene il termine sia stato concepito come un descrittore positivo per distinguere tra identità trans e non trans, negli ultimi anni è stato oggetto di critiche.

### Dal femminismo e dagli studi di genere
Krista Scott-Dixon scrisse nel 2009 che preferiva "il termine non-trans ad altre opzioni come cissessuale/cisgender", affermando che non-trans è più chiaro alle persone comuni.
La studiosa di studi sulle donne e di genere Mimi Marinucci scrive che alcuni considerano la distinzione binaria "cisgender-transgender" pericolosa o controproducente quanto quella binaria di genere maschile-femminile perché accomuna le persone che si identificano come lesbiche, gay o bisessuali (LGB) (in modo semplicistico, a suo avviso) con una classe eteronormativa di persone in opposizione alle persone transgender; afferma che caratterizzare gli individui LGB insieme alle persone eterosessuali e non trans può suggerire in modo problematico che gli individui LGB, a differenza degli individui transgender, "non sperimentano alcuna discrepanza tra la propria identità di genere ed espressione di genere e le aspettative culturali riguardanti l'identità di genere ed espressione".
Il professore di studi di genere Chris Freeman critica il termine, descrivendolo come "goffo, inutile e forse persino regressivo" e affermando che "crea - o ricrea - un binarismo di genere".

### Da organizzazioni intersessuali
Le persone intersessuali nascono con caratteristiche sessuali fisiche atipiche che possono complicare l'assegnazione iniziale del sesso e portare a trattamenti medici involontari o coercitivi. Il termine cisgender "può creare confusione" in relazione alle persone con condizioni intersessuali, sebbene alcune persone intersessuali utilizzino il termine secondo il progetto Inter/Act di Interact Advocates for Intersex Youth.
Hida Viloria dell'Intersex Campaign for Equality osserva che, in quanto persona nata con un corpo intersessuale e con un senso di identità di genere non binario che "corrisponde" al suo corpo, è sia cisgender che non conforme al genere, presumibilmente opposti secondo la definizione di cisgender, e che ciò dimostra la base del termine su un modello sessuale binario che non tiene conto dell'esistenza delle persone intersessuali. Viloria critica anche il fatto che il termine sesso assegnato alla nascita sia utilizzato in una delle definizioni cisgender senza notare che ai bambini viene assegnato il sesso maschile o femminile indipendentemente dallo stato intersessuale nella maggior parte del mondo, affermando che ciò offusca la nascita di bambini intersessuali e inquadra l'identità di genere all'interno di un modello binario maschio/femmina che non riesce a spiegare sia l'esistenza di identità di genere non conformi al genere congruenti alla nascita, sia la discriminazione basata sul genere contro le persone intersessuali basata sulle caratteristiche sessuali natali piuttosto che sull'identità o l'espressione di genere, come la "normalizzazione" degli interventi chirurgici genitali infantili.

### Di Elon Musk
Nel giugno 2023, Elon Musk, proprietario del social network Twitter (ora X), ha dichiarato che l'uso delle parole "cis" e "cisgender" sulla piattaforma come "molestie mirate" avrebbe costituito violazioni della sua politica sui contenuti d'odio, poiché le considerava insulti. I cambiamenti sono avvenuti in seguito a un'interazione tra Musk e un commentatore critico di genere, che ha affermato che i sostenitori pro-trans stavano usando forme della parola (come "cissy", una variante del dispregiativo sissy) per insultarlo dopo un post in cui aveva rifiutato il termine. Da allora Musk ha descritto cisgender come un "insulto eterosessuale". Il cambiamento è avvenuto in concomitanza con l'allentamento di altre regole a protezione degli utenti LGBT sotto la sua proprietà, inclusa la rimozione delle regole che proibiscono il deadnaming.

### Risposte alle critiche
Dopo che l'Oxford Dictionary ha aggiunto cisgender come parola nel 2015, The Advocate ha scritto che "anche tra le persone LGBT, la parola è oggetto di accesi dibattiti"; la veterana transgender Brynn Tannehill ha sostenuto che era "spesso usata in modo negativo" dalle persone trans per esprimere "un certo livello di disprezzo" per le persone che pensano non dovrebbero prendere parte alle discussioni sulle questioni trans. Lo studioso transgender KJ Rawson, al contrario, ha affermato che "cis" "non intendeva essere sprezzante, ma piuttosto descrittivo", e non era diverso dall'usare la parola "eterosessuale" per descrivere le persone eterosessuali. Rawson ha spiegato che le persone eterosessuali "tipicamente non vivono la loro eterosessualità come un'identità, molte non si identificano come eterosessuali, non ne hanno bisogno, perché la cultura lo ha già fatto per loro", e che "allo stesso modo, le persone cisgender generalmente non si identificano come cisgender perché le aspettative sociali presumono già che lo siano".
In un saggio del 2023, Defosse ha affermato di non aver inteso la parola come un insulto. Afferma di non credere che la parola cisgender abbia causato problemi e che "li abbia solo rivelati".